# Дмитриевка (Большекосульский сельсовет)
Дмитриевка — деревня в Боготольском районе Красноярского края России. Входит в состав Большекосульского сельсовета. Находится примерно в 12 км к западу-юго-западу (WSW) от районного центра, города Боготол, на высоте 248 метров над уровнем моря.

## Население
| 2010 |
| ---- |
| 2    |

Гендерный состав
По данным Всероссийской переписи населения 2010 года 1 мужчина и 1 женщина из 2 чел.

## Улицы
Уличная сеть деревни состоит из одной улицы (ул. Октябрьская).